# Osservatorio di Ondřejov
L'osservatorio Ondřejov (in ceco Observatoř Ondřejov) è il principale osservatorio astronomico della Repubblica Ceca sotto la direzione dell'Istituto astronomico (Astronomický ústav) dell'Accademia delle Scienze della Repubblica Ceca. È situato nei pressi del villaggio di Ondřejov, 35 km a sudest della capitale.
È stato costruito nel 1898 da un astronomo dilettante ceco, Josef Jan Frič, ed inizialmente funzionò come una struttura privata. Nel 1928, Frič fece dono dell'edificio allo Stato cecoslovacco, in occasione dei festeggiamenti per il decennale della sua indipendenza.
L'osservatorio passò così sotto la direzione dell'Università Carolina di Praga fino al 1953, data in cui venne fondata l'Accademia delle scienze della Cecoslovacchia, che ne assunse la direzione tramite l'organo dell'Istituto astronomico.
Fra le varie imprese scientifiche, presso l'osservatorio Ondřejov sono stati scoperti e descritti numerosi asteroidi.